# Noragugume
Noragugume – miejscowość i gmina we Włoszech, w regionie Sardynia, w prowincji Nuoro. Graniczy z Bolotana, Dualchi, Ottana, Sedilo i Silanus.
Według danych na rok 2004 gminę zamieszkuje 378 osób, 14,5 os./km². Graniczy z Bolotana, Dualchi, Ottana, Sedilo i Silanus.